# Flora-Apotheke (Berlin-Weißensee)
Die Flora-Apotheke im Berliner Ortsteil Weißensee des Bezirks Pankow ist eine historische Einrichtung, die in den 1870er Jahren als Wohnhaus entstand und seit 1880 als Apotheke dient. Sie steht seit den 1970er Jahren unter Denkmalschutz.

## Lage
Das einstöckige villenähnliche Gebäude befindet sich in der Berliner Allee 109. Es steht auf der Nordseite der Straße zwischen dem Kulturhaus „Peter Edel“, gefolgt von der Sternecker-Brauerei (östlich) und dem Komplex der Geschäftsbauten an der Ecke Pistorius-/Albertinenstraße (westlich). Es ist das einzige freistehende Haus in dieser Bauzeile.
Die Anschrift hat sich im Laufe der Zeit mehrmals geändert: bis 1910 König-Chaussee 9, 1910 bis 1953 Berliner Straße bzw. Berliner Allee 218, 1953 bis 1991 Klement-Gottwald-Allee 109, seitdem Berliner Allee 109.

## Geschichte
Als sich der ehemalige Gutsbezirk Weißensee nach den Plänen des Stadtbaurats Carl Bühring schrittweise zu einer Stadt entwickelte, errichteten die neuen Einwohner auch eigene Bürgerhäuser. So wurde 1874 das Wohnhaus an der damaligen König-Chaussee 9 fertiggestellt und bezogen. Es ist in der eher ländlich geprägten Bauweise von Cottages oder von Schweizerhäusern ausgeführt, was den Wunsch der Bewohner nach einem Leben auf dem Land symbolisierte.
Zugleich wurden kommunale Bauten wie Rathaus, Gericht, Polizeiwache, Feuerwehr, Krankenhaus usw. gebaut. Die Versorgung der Einwohner mit Medikamenten erlangte Bedeutung, so dass dieses Haus bis 1880 in eine Apotheke verwandelt wurde.
Die Nachbarbauten entstanden erst später, so dass die kleine Villa durch die höheren Gebäude mehr in den Hintergrund geriet. Sie besitzt als einziges Haus noch einen schmalen Vorgarten, der mit einem niedrigen Zaun zum Gehweg abgegrenzt ist.
Das Gebäude dient seit 1880 ohne Unterbrechungen als Apotheke, es wurde mehrfach an Apotheker weitergegeben, renoviert und der Eingangsbereich auch umgebaut. Zuletzt, wohl nach 2000, wurde der Eingang mit den zwei nebeneinander angeordneten Türen rundherum verglast, die alte Holzkonstruktion und die steinernen Stufen blieben jedoch erhalten.
Nach dem Mauerfall mit den nachfolgenden politischen und wirtschaftlichen Veränderungen suchte und fand die Treuhandanstalt einen Apotheker als neuen Eigentümer.
Von der ursprünglichen historischen Inneneinrichtung ist nichts erhalten. Auf einem Medikamentenregal stehen aber noch eine alte Apothekerwaage sowie zahlreiche Fläschchen mit gemixten Lösungen.

## Beschreibung und Architektur
Das Gebäude ist ein Putzbau, dessen Dach vollständig ausgebaut und straßenseitig von einem Mittelrisalit mit einem spitzen Dreiecksgiebel unterbrochen ist. Es weist fünf Achsen auf.
Im oberen Stockwerk des Risalits sind mittig zwei hochrechteckige Fenster paarig nebeneinander eingebaut. Oberhalb dieser Fenster ist das Wort Apotheke in vergoldeten Großbuchstaben auf dem Putz angebracht.

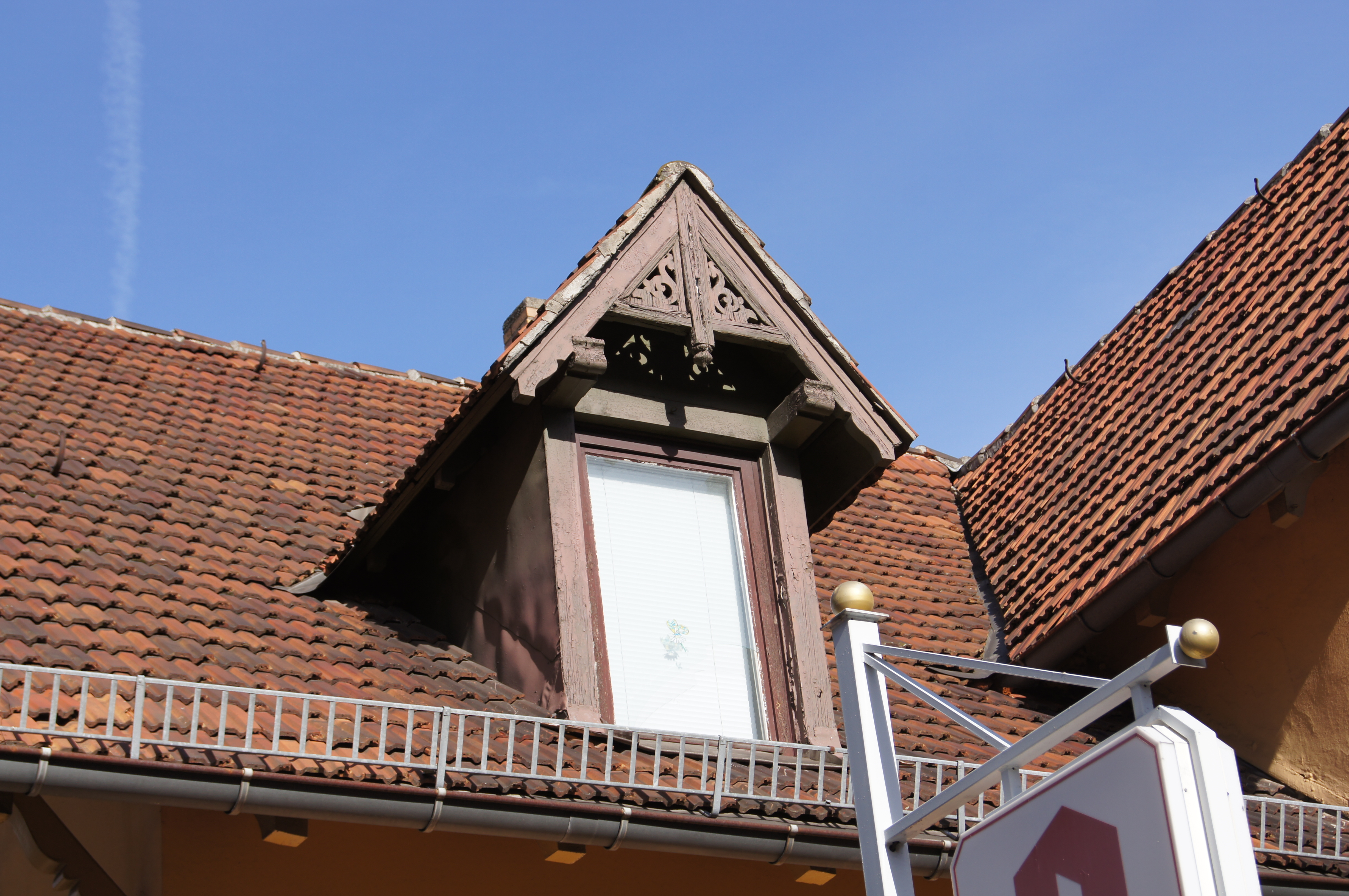
Dachgaube im Detail

Zwei symmetrisch beiderseits des Risalits eingebaute Dachgauben mit neugotischen Holzgiebeln lassen Tageslicht in die oberen Räumlichkeiten.
Ein hohes mit Dachziegeln belegtes Satteldach über Knaggen schließt das Gebäude ab.
Im Erdgeschoss sind die Apothekenräume eingerichtet, in die das mit einem hölzernen Vorbau geschützte Portal mit zwei einzelnen Türen hineinführt. Über jedem der straßenseitigen Geschäftsfenster befindet sich ein  Bildnismedaillon, das beiderseits die gleiche Darstellung zweier Frauenköpfe mit Lorbeerkranz aus dem Beginn des 20. Jahrhunderts aufweist. Das obere Stockwerk samt Dachräumen diente und dient noch immer als Wohnung, entweder für die Apothekerfamilie oder für Angestellte der Einrichtung.
An der Front des Hauses ist erkennbar, dass der Vorbau erst später errichtet wurde – vermutlich beim Umbau in eine Apotheke. Er verdeckt zwei Rundbogennischen beiderseits des Einganges.
An der östlichen Giebelseite ist ein schmales überdachtes Treppenhaus angebaut, das vom Straßenniveau direkt in das erste Stockwerk führt. (siehe Bildergalerie)
Die Grundrissmaße des Hauses betragen 20 Meter in der Länge und zirka 11 m in der Breite. Die Höhe bis zum First kann mit 8 bis 9 Metern abgeschätzt werden.
Zur Hofseite hin gibt es am Haus ebenfalls einen Risalit. Direkt auf dem Hof steht ein niedriges Wirtschaftsgebäude, und Teile des Hofes dienen als Autoparkplätze.

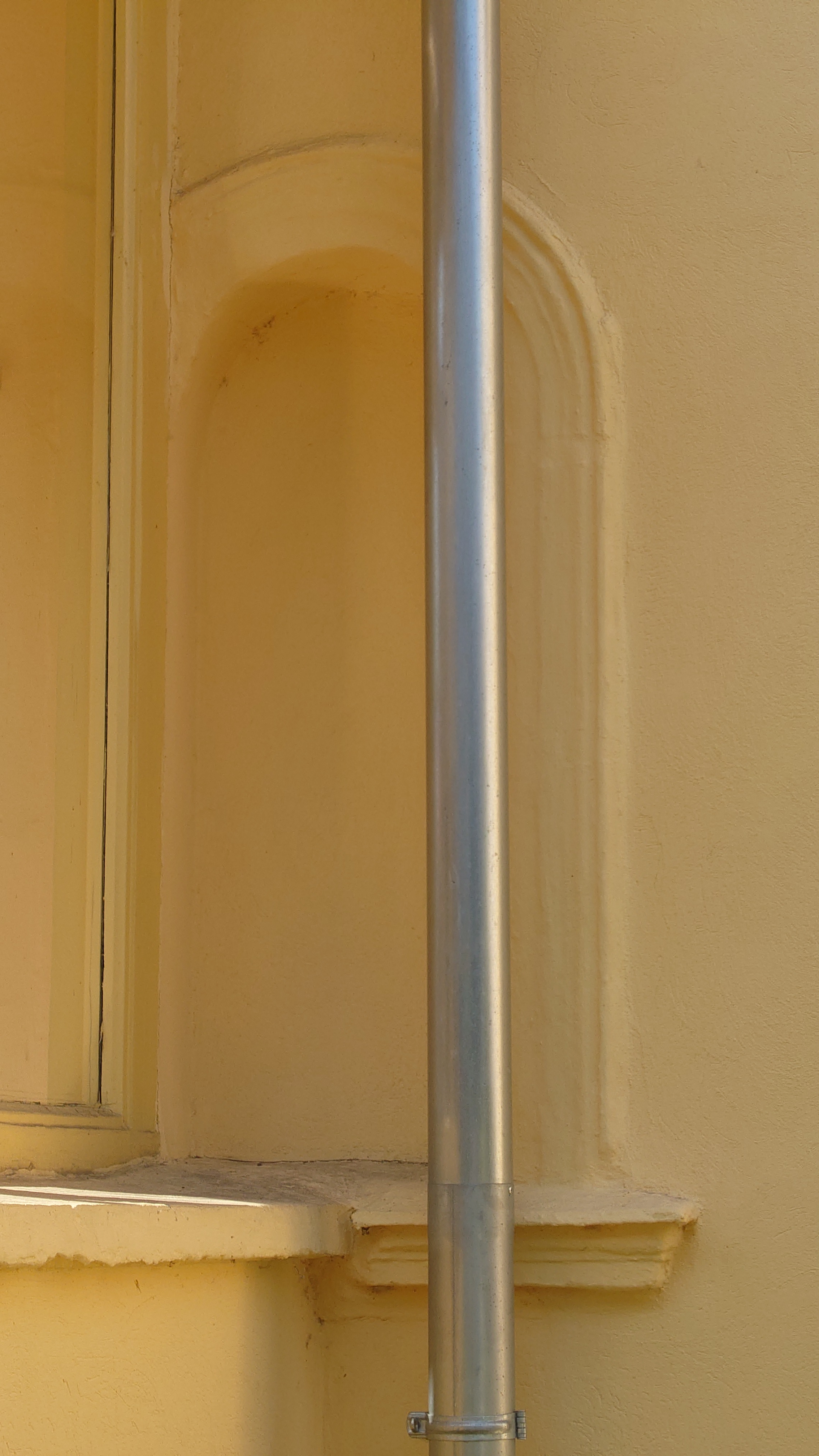
Nische in der Hauptfassade, durch den Portalvorbau teilweise verdeckt
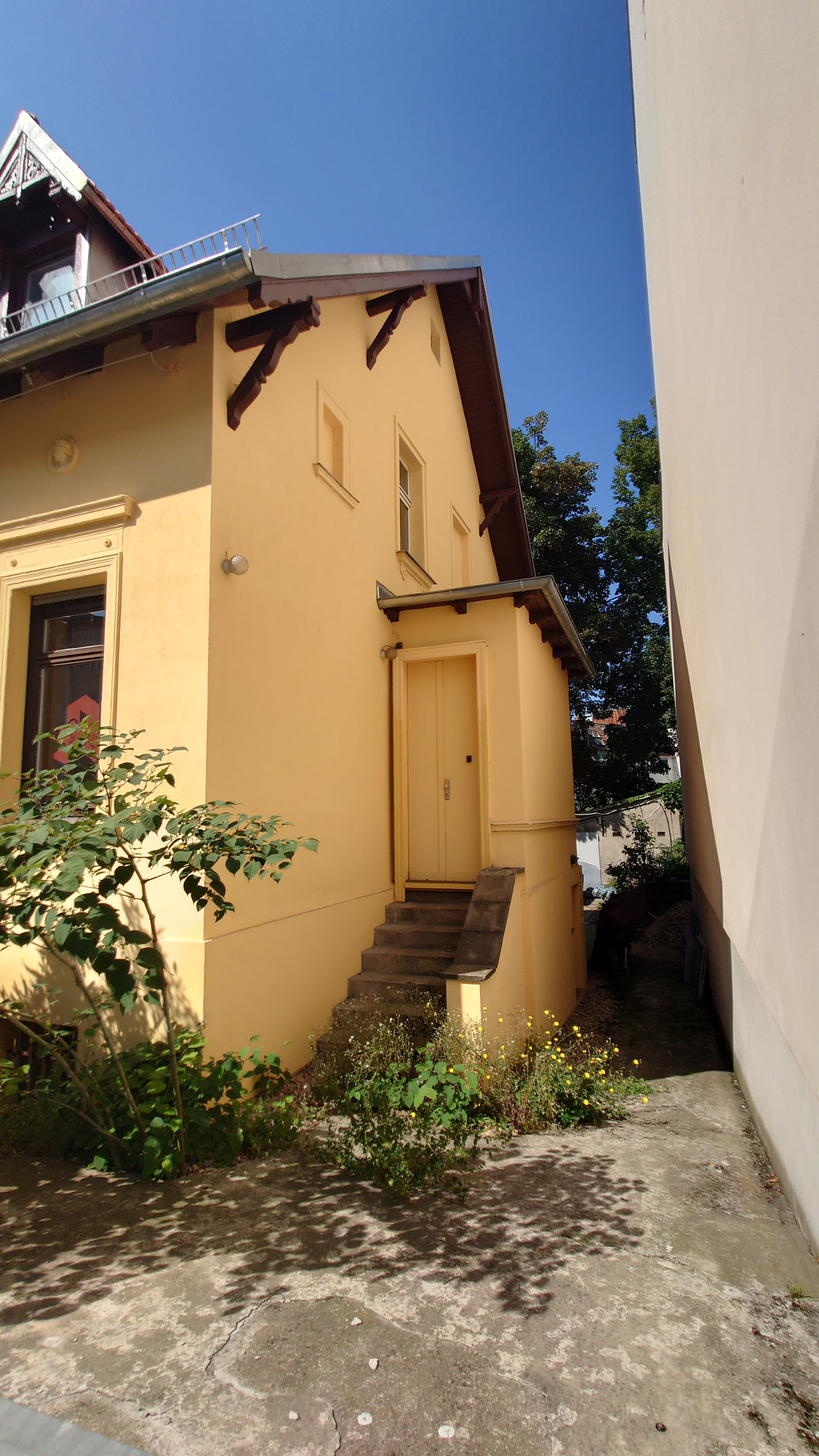
Seiteneingang
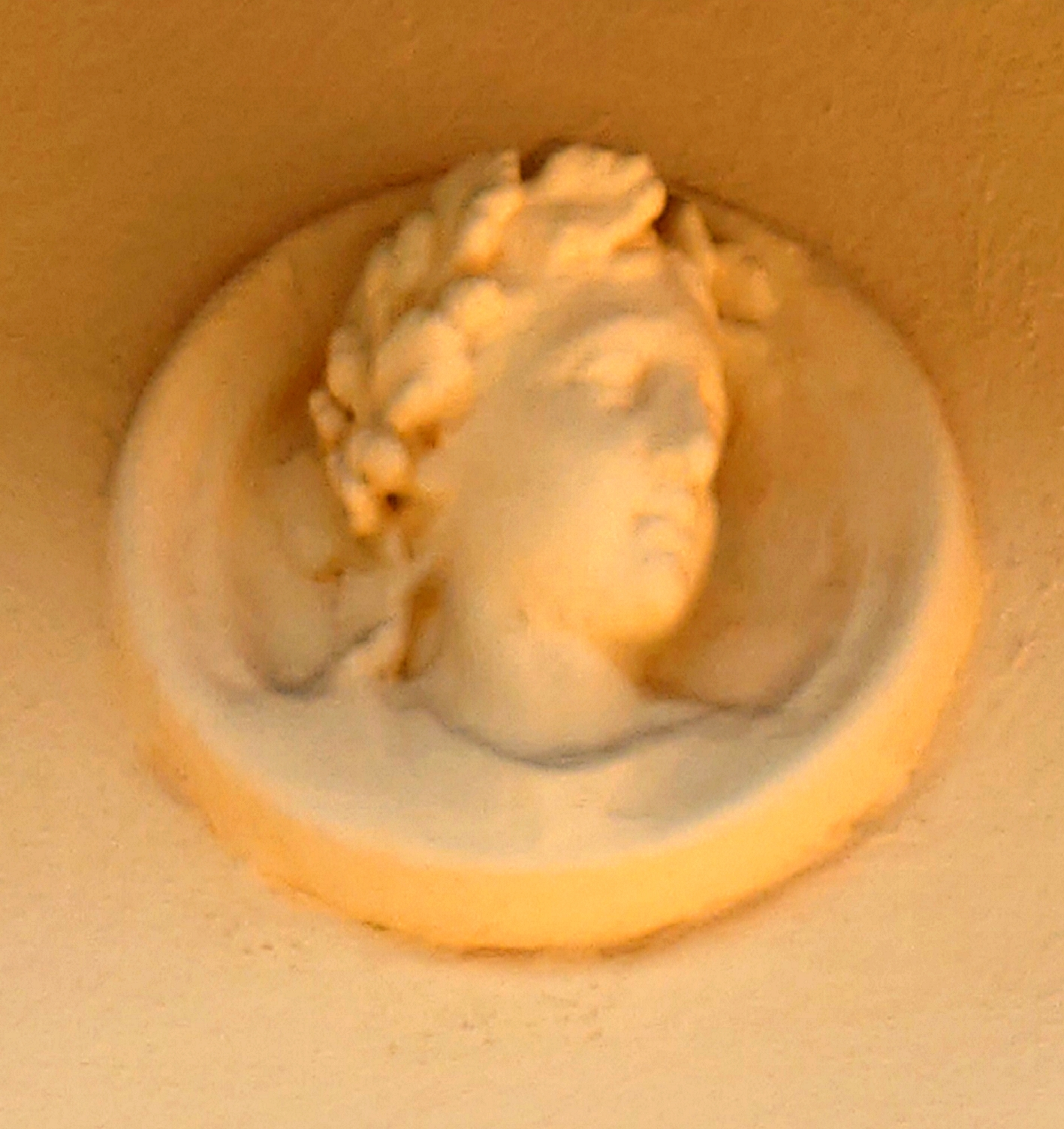
Bildnismedaillon 1
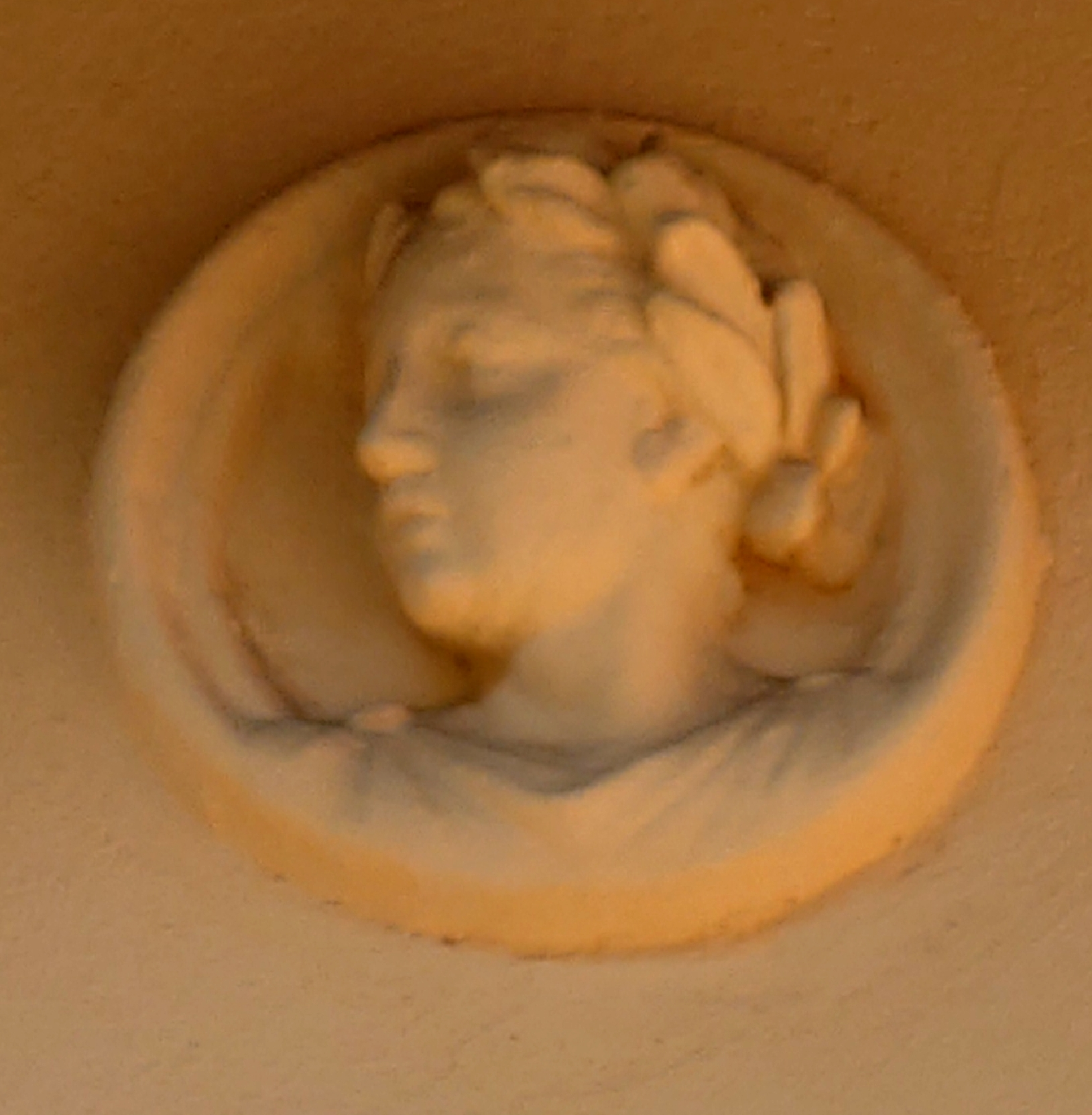
Bildnismedaillon 2
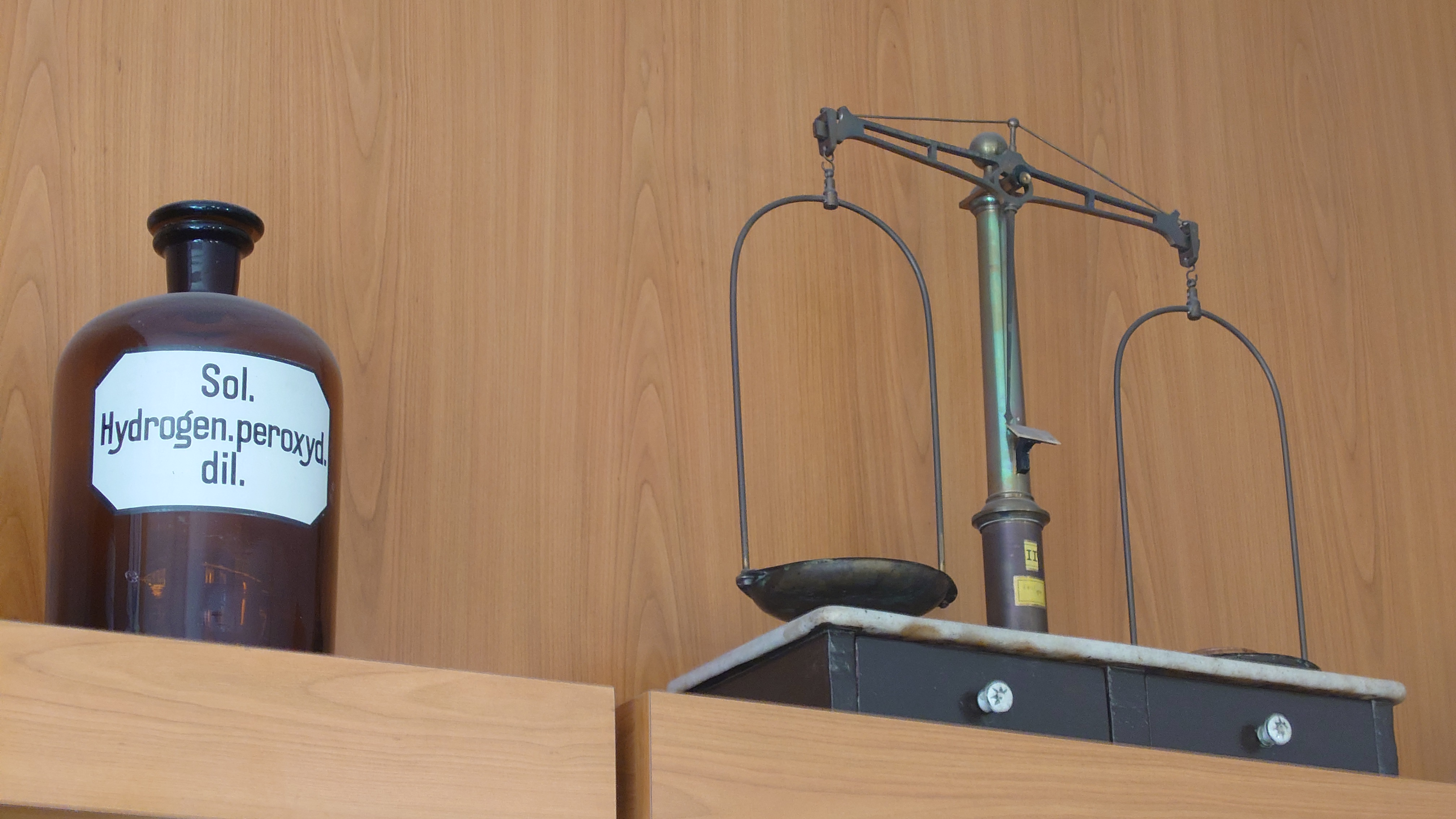
Historische Apothekerwaage im Innenraum

## Hier tätige Apotheker (Auswahl)
- 1892: Dr. Carl Haverbeck (Betreiber), Inh. L. Haverbeck[8]
- 1896: H. Beutel[9]
- 1899: Dr. Hugo Michaels[4]
- 1910: Paul Zutrauen (Eigentümer; wohnhaft Pistoriusstr. 147), mit einem Apothekenmitarbeiter[10]
- 1925: Franz Laws[2]
- 1943: H. Langosch (Pächter)[11]
- 1951: Dr. D. Laws[12]
- 1960: städtisch verwaltet; jetzt: Klement-Gottwald-Allee 109[13][5]
- 1972: ohne Angabe des Betreibers, Pächters oder Eigentümers
- 1980: wie vorher
- 1989: weiterhin Kommunaleigentum
- 2023: Tanja Segeth[14]